# Grübels
Grübels (früher: Wildboldsweiler, mundartlich m'gribəls) ist ein Dorf in der Gemeinde Weißensberg im bayerisch-schwäbischen Landkreis Lindau (Bodensee).

## Geografie
Grübels liegt circa einen Kilometer nordwestlich des Hauptorts Weißensberg. Im Süden grenzt Rehlings an, im Nordwesten Metzlers und im Nordosten Rothkreuz. Im Süden verläuft die Bahnstrecke Buchloe-Lindau und im Osten die Bundesstraße 12.

## Geschichte
Grübels wurde erstmals urkundlich als Willeboltswilar mit dem Übergang eines Hofs an das Heilig-Geist-Spital in Lindau im Jahr 1288 erwähnt. Der ursprüngliche Ortsname leitet sich vom Personennamen Willebold ab und besitzt das Grundwort -weiler. Die heutige Bezeichnung ist auf den häufigen Familiennamen Grübel im Ort zurückzuführen. Zum Grübel wurde bereits bei der Ersterwähnung des Orts erwähnt. Im Jahr 1626 wurden drei Häuser im Ort gezählt.